# Хајменкирх
Хајменкирх (њем. Heimenkirch) град је у њемачкој савезној држави Баварска. Једно је од 19 општинских средишта округа Линдау (Бодензе). Према процјени из 2010. у граду је живјело 3.734 становника. Посједује регионалну шифру (AGS) 9776114.

## Географски и демографски подаци
Хајменкирх се налази у савезној држави Баварска у округу Линдау (Бодензе). Град се налази на надморској висини од 668 метара. Површина општине износи 21,2 km². У самом граду је, према процјени из 2010. године, живјело 3.734 становника. Просјечна густина становништва износи 176 становника/km².

## Међународна сарадња
| Мјесто       | Држава   | Врста сарадње | Од    |
| ------------ | -------- | ------------- | ----- |
|              | САД      | пријатељство  | 1978. |
|              | Пољска   | контакт       | 1996. |
| Балашађармат | Мађарска | партнерство   | 1998. |
| Извор        |          |               |       |